# Glazov
Glazov (rusky Глазов, udmurtsky Глаз) je město v Ruské federaci, administrativní centrum glazovského okresu v Udmurtské republice.
Město se nachází na levém břehu řeky Čepci (Чепца) (přítok Vjatky (Вятка)), 180 kilometrů severozápadně od Iževsku. Žije zde 91 921 obyvatel (2021).

## Historie
Sídlo bylo založeno v 16. století jako vesnice, status města udělila Kateřina II. Veliká v roce 1780. V té době mělo méně jak 1000 obyvatel. V roce 1793 byl na hlavním náměstí města postaven kamenný chrám, který se nazýval Chrám změny (zbourán v roce 1960). Mezi lety 1796-1818 zde pobýval P. F. Čajkovskij, děd slavného ruského skladatele Petra Iljiče Čajkovského.
Od roku 1804 vedl urbanizaci města Ivan Lema, architekt z Petrohradu . Ojedinělý typ radiálně-obloukovového náměstí města zůstal zachován až do dnešní doby.
Přes Glazov vozili na Sibiř účastníky děkabristického povstání (v roce 1825). Mezi nimi byli bratři Bestužěvové, Sergej Petrovič Trubeckoj, Sergej Grigorjevič Volkonskij, Ivan Ivanovič Puščin a Wilhelm Küchelbecker. V roce 1837 zde pobyl cestou na Ural budoucí ruský car Alexandr II, kterého na cestě ho doprovázel ruský básník Vasilij Andrejevič Žukovskij.
V roce 1856 byl Glazov ustanoven hlavním obchodním centrem okrsku. Chléb, len, kůže, konopí a sádlo se vyvážely za hranice přes přístav Archangelsk. V roce 1867se zde narodila žena spisovatele Antona Čechova Olga Knipperová.
V roce 1898 byla postavena na území Glazovského okrsku část transsibiřské magistrály.
2. června 1919 získal město na pár dnů Kolčak, ale pak se dostalo natrvalo do moci bolševiků. Od ledna 1921 do června 1921 zasedal v Glazově první parlament Udmurtské republiky.

## Galerie

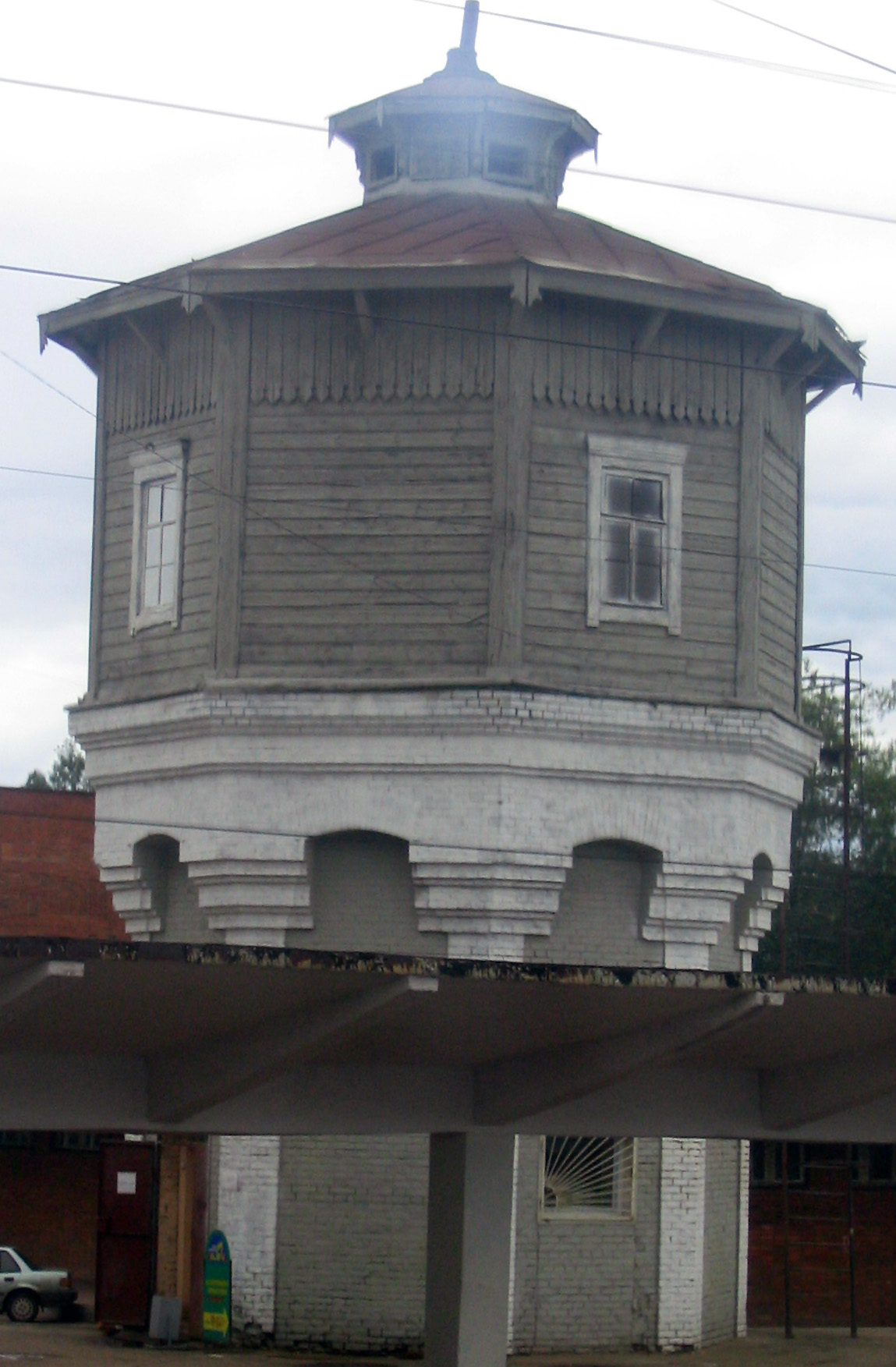
Vodojem na nádraží v Glazově
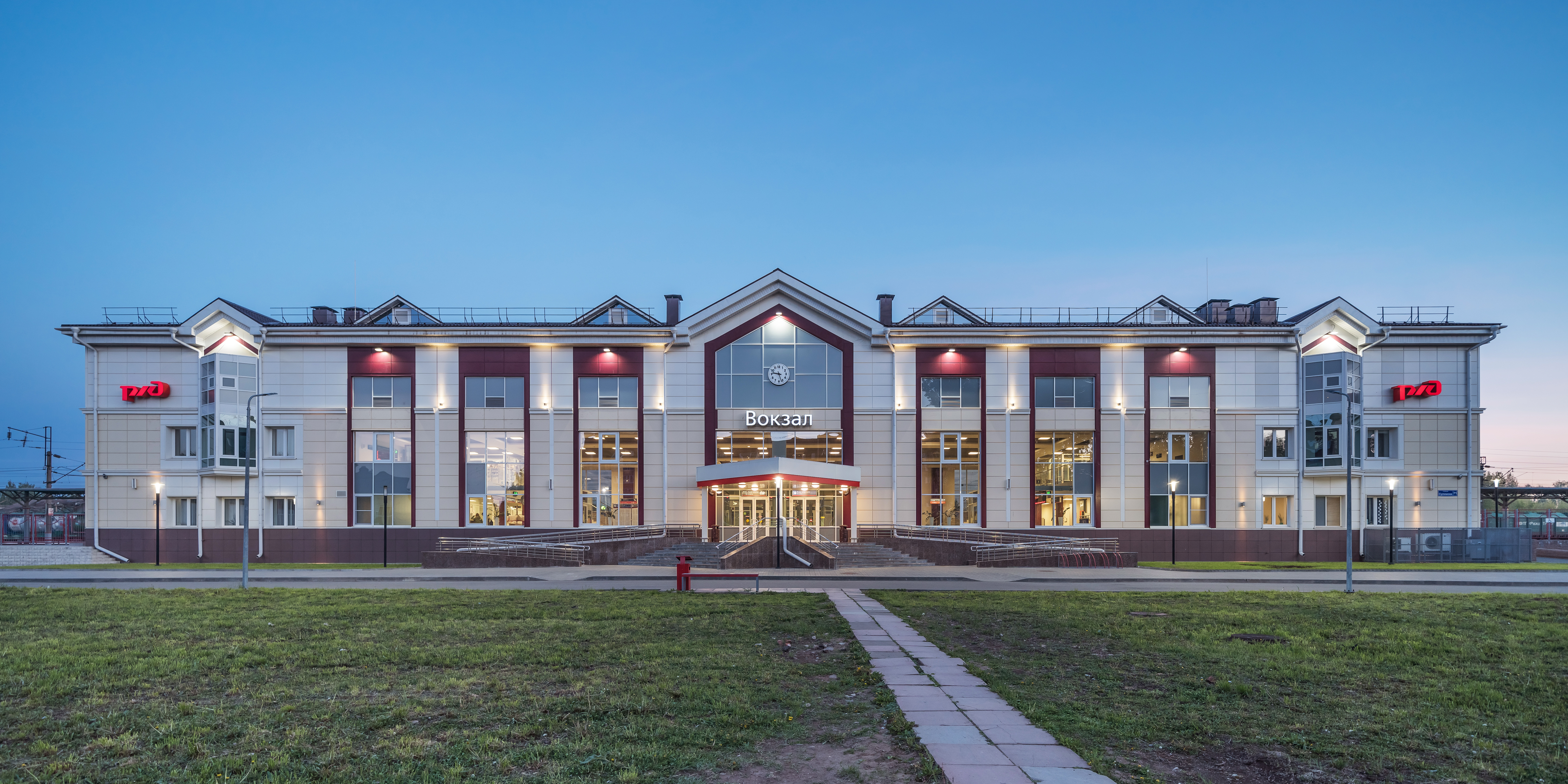
Nádraží
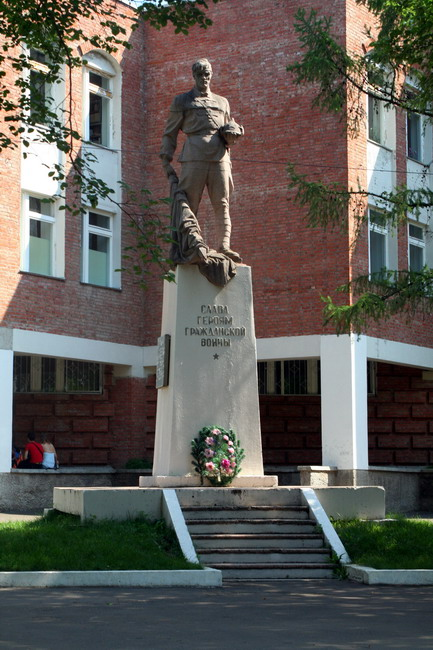
Pomník hrdinům občanské války

## Ekonomika
- ОАО Čepský strojírenský závod (Чепецкий механический завод - ЧМЗ) — hlavní producent uranu a zirkonia pro jaderné elektrárny, vojenský a kosmický průmysl v Ruské federaci
- podnik Metallist (Металлист)
- podnik Chimmaš (Химмаш)
- UPP VOS (УПП ВОС)
- Továrna na nábytek
- LPCH
- Urdmunský stavební podnik
- Potravinářský podnik
- Továrna na výrobu vodky (ликёро-водочный завод)
- Urdmutská drůbežárna

## Vzdělání
V současnosti se zde nalézá pět vysokých škol, Glazovský státní pedagogický institut (pojmenovaný po Vladimíru Korolenkovi) a Glazovská pobočka Iževské státní university.